# Křesťanské gymnázium
Křesťanské gymnázium v Praze (zkratka KG) je křesťanské osmileté gymnázium se všeobecným zaměřením. Nachází se ve Staré Hostivaři v městské části Praha 15. Jeho zřizovatelem je Arcibiskupství pražské.
Gymnázium nabízí všeobecné středoškolské vzdělání s přihlédnutím k tradičním křesťanským hodnotám. Pro duchovní účely nabízí vlastní oratoř a školní knihovnu. Kromě toho je studentům k dispozici školní hřiště, tělocvičny a školní klub se Střediskem volného času, kde jsou k dispozici různorodé mimoškolní kroužky. Na škole se také konají kulturní akce nebo přednášky, někdy pořádány přímo studenty.
Studenti mají možnost ubytování v domově mládeže u svaté Ludmily v sousedství Arcibiskupského gymnázia na Vinohradech, což je obdobná škola rovněž ve vlastnictví Arcibiskupství pražského.

## Historie
Zakladatelkou Křesťanského gymnázia je Kamila Müllerová (* 1941). Ještě jako zástupkyně ředitelky základní školy Olešská na Praze 10 se rozhodla, v raných 90. letech 20. století, po období totality, „založit školu, ve které by mladí věřící lidé mohli svobodně a otevřeně studovat a žít“.
Po dohodě s tehdejší ředitelkou školy v Olešské ulici Jiřinou Novotnou získala k zapůjčení prostory v nevyužívaných částech budovy, a společně s několika kolegy ze základní školy a externími zaměstnanci zde školu založili. Po vyjednávání s Ministerstvem školství, Arcibiskupstvím pražským a dalšími institucemi byla dne 17. srpna 1993 získána pověřovací listina pro vznik školy. Dne 1. září 1993 bylo gymnázium oficiálně otevřeno.
V počátcích mělo gymnázium ve stálém pracovním úvazku tři pracovníky: Alenu Musilovou, třídní primy osmiletého oboru; Helenu Hůlovou, třídní prvního ročníku čtyřletého oboru a ředitelku Müllerovou. Zbytek pedagogů tvořili externisté. Protože však každým rokem přibývala do školy jedna třída čtyřletého a jedna třída osmiletého gymnázia, rozšiřovalo se Křesťanské gymnázium v budově na úkor stávající základní školy. Nakonec vedení na městské části Prahy 15 s ohledem na klesající počty dětí v ZŠ Kozinova pronajalo Křesťanskému gymnáziu její dva volné pavilony včetně plně vybavených tříd.
Škola původně nabízela vedle osmiletého i čtyřletý obor, v roce 2019 byl však tento ukončen, s ohledem na širokou nabídku čtyřletých oborů na dalších pražských školách. Každý školní rok otevírá Křesťanské gymnázium dvě třídy osmiletého oboru.
U příležitosti oslav třicátého založení školy (2023) se uskutečnila v katedrále svatého Víta na Pražském hradě slavnostní mše celebrovaná arcibiskupem Janem Graubnerem, při níž byla ředitelka gymnázia Böhmová oceněna záslužnou medailí.

### Budova
Na místě školy stála ještě začátkem 80. let 20. století zástavba Staré Hostivaře. Protože se však v blízkosti dostavovalo sídliště Košík, bylo nutné postavit i školu, která tak vznikla na místě zbořených budov v Kozinově ulici. Tato škola byla později předána do pronájmu gymnázia. V dalších částech nadále působí ZŠ Kozinova, ale také mateřská škola (od r. 2023).
Obě školy jsou pravidelně v ranních a v odpoledních hodinách dozorovány městskou policií.
V atriu školy se nachází keramická socha na betonovém jádru Chodská růže (1985) od české keramičky Jindřišky Radové.

## Duchovní školy a výuka náboženství
Ve škole působí kaplan, jímž je (k roku 2024) Marek Mikuláštík, FSCB, kněz, farní vikář Římskokatolické farnosti u kostela sv. Cyrila a Metoděje v pražském Karlíně a profesor fyziky a informatiky. Škola rovněž spolupracuje s blízkou hostivařskou farností a kostelem Stětí sv. Jana Křtitele, jejíž duchovní správce (k roku 2024 Karol J. Matlok MIC) několikrát v týdnu vyučuje ve škole náboženství.
Gymnázium má k dispozici vlastní oratoř, kde kněží pravidelně každý pátek vedou pro zájemce od osmi hodin mše svaté. Každý rok se pro jednotlivé třídy uskutečňuje v nedalekém kostele Stětí sv. Jana Křtitele náboženská akce nazvaná „Duchovní obnova“. V tercii navíc studenti absolvují k utužení vzájemných vztahů v třídním kolektivu kurz pojmenovaný „Classpirit“.
V rámci školního roku se studenti účastní čtyř až pěti slavnostních mší svatých, a to zahajovací v kostele Neposkvrněného početí Panny Marie v pražských Strašnicích, ke dni církevního školství v Katedrále sv. Víta, vánoční, velikonoční a závěrečná opět ve strašnickém kostele.
Ač je škola křesťanská, není aktivní přístup k víře pro přijetí na školu a její absolvování podmínkou. Nutná je pouze tolerance s výukou náboženství každý týden po celou dobu studia (dále jsou zde povinné předměty, namátkou latina).

## Ředitelé gymnázia a jejich zástupci
V čele školy postupně stály:
- 1993 až 2006 – Kamila Müllerová, zakladatelka KG, profesorka matematiky a fyziky, držitelka záslužné medaile svaté Ludmily církevního školství I. stupně[11]
- od roku 2006 – Božena Böhmová, absolventka chemie na VŠCHT a teologie na Katolické teologické fakultě UK v Praze, držitelka záslužné medaile svaté Ludmily církevního školství II. stupně[13]

Zástupci ředitelek školy postupně byli:
- 1993 až 2000 – Helena Hůlová
- od r. 1993 – Alena Musilová
- od r. 2000 – Josef Fiala (statutární zástupce)

## Vyučující a studenti
Na škole vyučovali a vyučují například:[zdroj⁠?!]
- P. Vojtěch Mareček OFM – spoluzakladatel gymnázia a první zdejší učitel náboženství
- Petr Špaček – violoncellista, člen kvarteta Cello Republic, bratr houslisty Josefa Špačka (na KG mezi lety 2021 a 2024 na pozici profesora hudební výchovy, organizátor soutěží pro umělecky nadané studenty napříč třídami „KG MÁ TALENT“)
- Zbyněk Miloš Duda – historik a teoretik umění, kurátor, pedagog, spisovatel, malíř, spoluzakladatel katedry kulturologie Západočeské univerzity v Plzni, nositel medailí a ocenění (na KG mezi lety 2006–2019 na pozici profesora dějepisu, občanské výchovy a základů společenských věd a vedoucí seminářů)
- Jaromír Musil – reprezentant ČR v judu, olympionik, osminásobný mistr ČR, účastník letních olympijských her 2012 v Londýně, stříbrný medailista světového poháru v Ulánbátaru 2016 (na KG od roku 2021 na pozici profesora tělesné výchovy a dalších sportovních předmětů)

Mezi studenty patřili:[zdroj⁠?!]
- Kateřina Moravcová – moderátorka, herečka, spisovatelka, dcera zpěvačky Marty Kubišové
- Matěj Preisler (* 2000) – režisér studentských filmů (Fixit, Hříšníci…), herec, dabér a hlasový imitátor, syn dirigenta Františka Preislera (gymnázium opustil[ujasnit] v roce 2020)

## Odraz vkultuře
V roce 2019 byl v prostorách Křesťanského gymnázia natočen studentský snímek Fixit.